# Gmina Šipovo
Gmina Šipovo (serb. Општина Шипово / Opština Šipovo) – gmina w Bośni i Hercegowinie, w Republice Serbskiej. W 2013 roku liczyła 9969 mieszkańców.